# Размножение

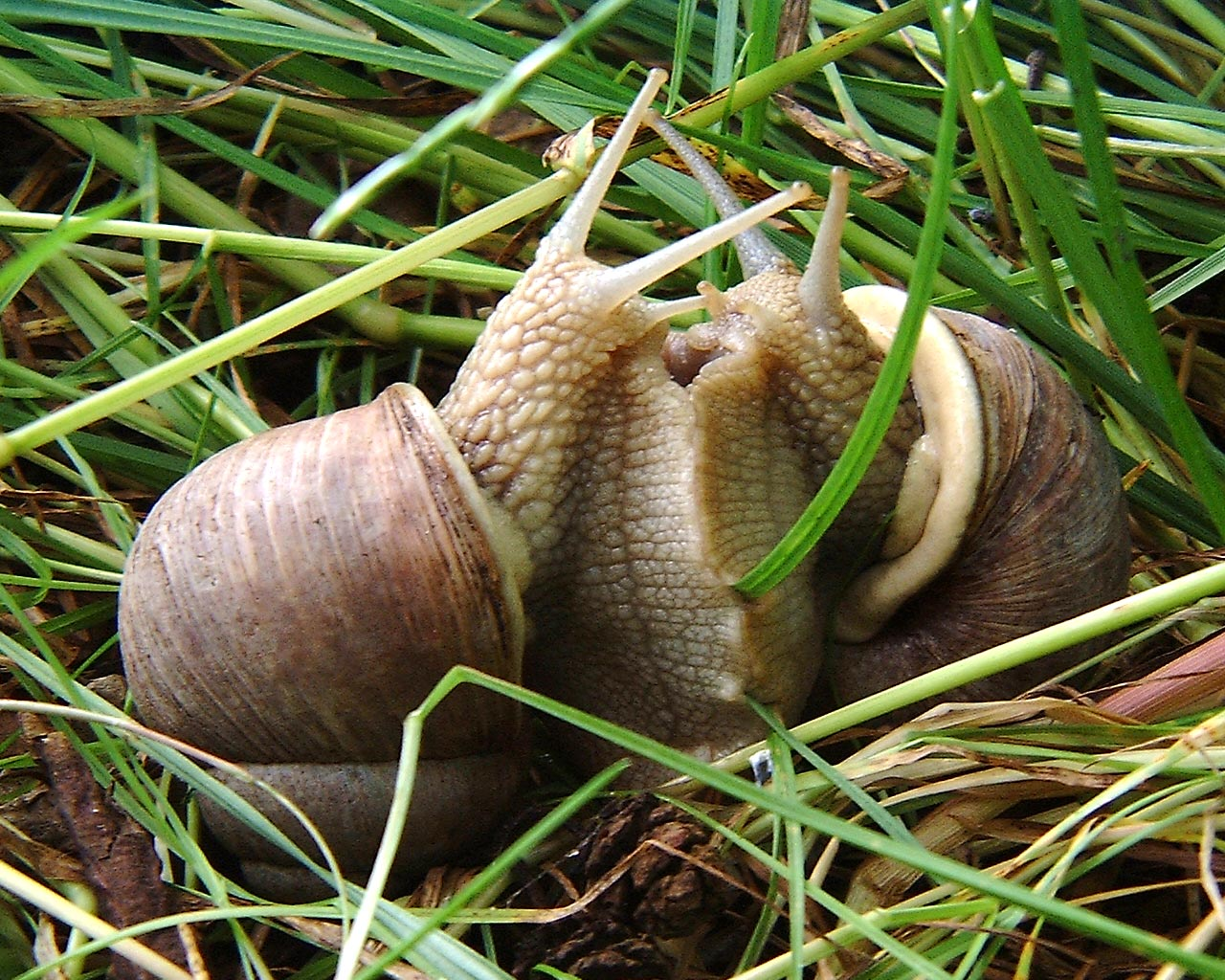
Спаривание виноградных улиток

Размноже́ние, репроду́кция, воспроизво́дство — присущее всем живым организмам свойство воспроизведения себе подобных, обеспечивающее непрерывность и преемственность жизни. Способы размножения подразделяются на два основных типа: бесполое и половое.
Для организмов, обладающих клеточным строением, в основе всех форм размножения лежит деление клетки.

## Бесполое размножение
Бесполое размножение — тип размножения, при котором следующее поколение развивается из соматических клеток без участия репродуктивных клеток — гамет.
Бесполое размножение является древнейшим и самым простым способом размножения и широко распространено у одноклеточных организмов (бактерии, сине-зелёные водоросли, хлореллы, амёбы, инфузории). Этот способ имеет несколько преимуществ перед половым способом: для проведения требуется меньше энергии и времени, а также нет необходимости в поиске полового партнёра, что позволяет обеспечить высокие темпы размножения. Вместе с тем появившиеся в результате мутации вредные изменения тоже закрепляются на длительный период времени. Кроме того, в неблагоприятных, меняющихся условиях среды практически все особи погибнут, так как в среднем они практически идентичны одной родительской особи. Способность вида к бесполому размножению не исключает способности к половому процессу, но тогда эти события разнесены во времени.
Наиболее распространённый способ размножения одноклеточных организмов — деление на две части, с образованием двух отдельных особей.
Среди многоклеточных организмов способностью к бесполому размножению обладают практически все растения и грибы — исключением является, например, вельвичия. Бесполое размножение этих организмов происходит вегетативным способом или спорами.
Среди животных способность к бесполому размножению чаще встречается у низших форм, но отсутствует у более развитых. Единственный способ бесполого размножения у животных — вегетативный.
Широко распространено ошибочное мнение, что особи, образовавшиеся в результате бесполого размножения, всегда  генетически идентичны родительскому организму (если не брать в расчёт мутации). Наиболее яркий контрпример — размножение  спорами у  растений, так как при  спорообразовании происходит редукционное деление клеток, в результате чего в спорах содержится лишь половина генетической информации, имеющейся в  клетках спорофита (см. Жизненный цикл растений).

### Размножение делением
Деление свойственно прежде всего одноклеточным организмам. Как правило, оно осуществляется путём простого деления клетки надвое. У некоторых простейших (например, фораминифер) происходит деление на большее число клеток. Во всех случаях образующиеся клетки полностью идентичны исходной. Крайняя простота этого способа размножения, связанная с относительной простотой организации одноклеточных организмов, позволяет размножаться очень быстро. Так, в благоприятных условиях количество бактерий может удваиваться каждые 30—60 минут. Размножающийся бесполым путём организм способен бесконечно воспроизводить себя, пока не произойдёт спонтанное изменение генетического материала — мутация. Если эта мутация благоприятна, она сохранится в потомстве мутировавшей клетки, которое будет представлять собой новый клеточный клон. В однополом размножении участвует один родительский организм, который способен образовать множество идентичных ему организмов.

#### Деление прокариотических клеток
Деление прокариотических клеток — процесс образования дочерних прокариотических клеток из материнской. Ключевыми событиями клеточного цикла как прокариот, так и эукариот являются репликация ДНК и деление клетки. Отличительной чертой деления прокариотических клеток является непосредственное участие реплицированной ДНК в процессе деления. В подавляющем большинстве случаев прокариотические клетки делятся с образованием двух одинаковых по размеру дочерних клеток, поэтому этот процесс ещё иногда называют бинарным делением. Так как чаще всего прокариотические клетки имеют клеточную стенку, бинарное деление сопровождается образованием септы — перегородки между дочерними клетками, которая затем расслаивается посередине. Процесс деления прокариотической клетки подробно изучен на примере Escherichia coli.

#### Амитоз
Амито́з, или прямо́е деле́ние кле́тки (от др.-греч. ἀ- — приставка со значением отсутствия и μίτος — «нить») — деление клеток простым разделением ядра надвое.
Впервые он описан немецким биологом Робертом Ремаком в 1841 году, термин предложен гистологом Вальтером Флеммингом в 1882 году. Амитоз — редкое, но иногда необходимое явление. В большинстве случаев амитоз наблюдается в клетках со сниженной митотической активностью: это стареющие или патологически изменённые клетки, часто обречённые на гибель (клетки зародышевых оболочек млекопитающих, опухолевые клетки и др.).
При амитозе морфологически сохраняется интерфазное состояние ядра, хорошо видны ядрышко и ядерная оболочка. Репликация ДНК отсутствует. Спирализация хроматина не происходит, хромосомы не выявляются. Клетка сохраняет свойственную ей функциональную активность, которая почти полностью исчезает при митозе.
При амитозе делится только ядро, причём без образования веретена деления, поэтому наследственный материал распределяется случайным образом. Отсутствие цитокинеза приводит к образованию двуядерных клеток, которые в дальнейшем не способны вступать в нормальный митотический цикл. При повторных амитозах могут образовываться многоядерные клетки.
Это понятие ещё фигурировало в некоторых учебниках до 1980-х гг. В настоящее время считается, что все явления, относимые к амитозу — результат неверной интерпретации недостаточно качественно приготовленных микроскопических препаратов, или интерпретации как деления клетки явлений, сопровождающих разрушение клеток или иные патологические процессы. В то же время некоторые варианты деления ядер эукариот нельзя назвать митозом или мейозом. Таково, например, деление макронуклеусов многих инфузорий, где без образования веретена происходит сегрегация коротких фрагментов хромосом.

#### Митоз
Мито́з (μίτος — «нить основы») — непрямое деление клетки, наиболее распространённый способ репродукции эукариотических клеток. Биологическое значение митоза состоит в строго одинаковом распределении хромосом между дочерними ядрами, что обеспечивает образование генетически идентичных дочерних клеток и сохраняет преемственность в ряду клеточных поколений.
Митоз — один из фундаментальных процессов онтогенеза. Митотическое деление обеспечивает рост многоклеточных эукариот за счёт увеличения популяций клеток тканей. В результате митотического деления клеток меристем увеличивается количество клеток тканей растений. Дробление оплодотворённого яйца и рост большинства тканей у животных также происходит путём митотических делений.
На основании морфологических особенностей митоз условно подразделяется на стадии: профазу, прометафазу, метафазу, анафазу, телофазу. Первые описания фаз митоза и установление их последовательности были предприняты в 70—80-х годах XIX века. В конце 1870-х — начале 1880-х годов немецкий гистолог Вальтер Флемминг для обозначения процесса непрямого деления клетки ввёл термин «митоз».
Продолжительность митоза в среднем составляет 1—2 часа. Митоз клеток животных, как правило, длится 30—60 минут, а растений — 2—3 часа. За 70 лет в теле человека суммарно осуществляется порядка 1014 клеточных делений.

#### Мейоз
Мейо́з (от др.-греч. μείωσις — «уменьшение») или редукционное деление клетки — деление ядра эукариотической клетки с уменьшением числа хромосом в два раза. Происходит в два этапа (редукционный и эквационный этапы мейоза). Мейоз не следует смешивать с гаметогенезом — образованием специализированных половых клеток, или гамет, из недифференцированных стволовых.
С уменьшением числа хромосом в результате мейоза в жизненном цикле происходит переход от диплоидной фазы к гаплоидной. Восстановление плоидности (переход от гаплоидной фазы к диплоидной) происходит в результате полового процесса.
В связи с тем, что в профазе первого, редукционного, этапа происходит попарное слияние (конъюгация) гомологичных хромосом, правильное протекание мейоза возможно только в диплоидных клетках или в чётных полиплоидах (тетра-, гексаплоидных и т. п. клетках). Мейоз может происходить и в нечётных полиплоидах (три-, пентаплоидных и т. п. клетках), но в них, из-за невозможности обеспечить попарное слияние хромосом в профазе I, расхождение хромосом происходит с нарушениями, которые ставят под угрозу жизнеспособность клетки или развивающегося из неё многоклеточного гаплоидного организма.
Этот же механизм лежит в основе стерильности межвидовых гибридов. Поскольку у межвидовых гибридов в ядре клеток сочетаются хромосомы родителей, относящихся к различным видам, хромосомы обычно не могут вступить в конъюгацию. Это приводит к нарушениям в расхождении хромосом при мейозе и, в конечном счёте, к нежизнеспособности половых клеток, или гамет. Определённые ограничения на конъюгацию хромосом накладывают и хромосомные перестройки (масштабные делеции, дупликации, инверсии или транслокации).

### Размножение спорами
Нередко бесполому размножению бактерий предшествует образование спор. Бактериальные споры — это покоящиеся клетки со сниженным метаболизмом, окружённые многослойной оболочкой, устойчивые к высыханию и другим неблагоприятным условиям, вызывающим гибель обычных клеток. Спорообразование служит как для переживания таких условий, так и для расселения бактерий: попав в подходящую среду, спора прорастает, превращаясь в вегетативную (делящуюся) клетку.
Бесполое размножение с помощью одноклеточных спор свойственно и различным грибам и водорослям. Споры во многих случаях образуются путём митоза (митоспоры), причём иногда (особенно у грибов) в огромных количествах; при прорастании они воспроизводят материнский организм. Некоторые грибы, например злостный вредитель растений фитофтора, образуют подвижные, снабжённые жгутиками споры, называемые зооспорами или бродяжками. Проплавав в капельках влаги некоторое время, такая бродяжка «успокаивается», теряет жгутики, покрывается плотной оболочкой и затем, в благоприятных условиях, прорастает.

### Вегетативное размножение
Вегетати́вное размноже́ние — образование новой особи из многоклеточной части тела родительской особи, один из способов бесполого размножения, свойственный многоклеточным организмам. У водорослей и грибов происходит путём отделения неспециализированных участков таллома или посредством образования специализированных участков (выводковые почки водоросли сфацелярии и др.).
У высших растений происходит либо как распадение материнской особи на две и более дочерние особи (например, при отмирании ползучих побегов или корневищ, отделении корневых отпрысков), либо как отделение от материнской особи зачатков дочерних (например, клубни, луковицы, выводковые почки).
У некоторых растений могут укореняться отделившиеся от материнского растения побеги (у ивовых) или листья. У животных вегетативное размножение (которое зоологи часто называют бесполым) осуществляется либо путём деления, либо посредством почкования.
В основе вегетативного размножения лежат процессы, сходные с процессами регенерации; как правило, при отсутствии способности к регенерации у данной группы организмов (например, коловратки, нематоды, пиявки) отсутствует и вегетативное размножение, а при наличии развитой регенерационной способности (кольчатые черви, гидроидные, плоские черви, иглокожие) встречается и вегетативное размножение.

### Почкование
Почкование — тип бесполого или вегетативного размножения животных и растений, при котором дочерние особи формируются из выростов тела материнского организма (почек). Почкование характерно для многих грибов, печёночных мхов и животных (простейшие, губки, кишечнополостные, некоторые черви, оболочники, некоторые жгутиковые, гидры, споровики). У ряда животных — почкование не доходит до конца, молодые особи остаются соединёнными с материнским организмом. В ряде случаев это приводит к образованию колоний.
Некоторым видам одноклеточных свойственна такая форма бесполого размножения, как почкование. В этом случае происходит митотическое деление ядра. Одно из образовавшихся ядер перемещается в формирующееся локальное выпячивание материнской клетки, а затем этот фрагмент отпочковывается. Дочерняя клетка существенно меньше материнской, и ей требуется некоторое время для роста и достраивания недостающих структур, после чего она приобретает вид, свойственный зрелому организму. Почкование — вид вегетативного размножения.
Почкованием размножаются многие низшие грибы, например дрожжи и даже многоклеточные животные, например пресноводная гидра. При почковании дрожжей на клетке образуется утолщение, постепенно превращающееся в полноценную дочернюю клетку дрожжей. На теле гидры несколько клеток начинают делиться, и постепенно на материнской особи вырастает маленькая гидра, у которой образуются рот со щупальцами и кишечная полость, связанная с кишечной полостью «матери».

### Фрагментация (деление тела)
Некоторые организмы могут размножаться делением тела на несколько частей, причём из каждой части вырастает полноценный организм, во всём сходный с родительской особью (плоские и кольчатые черви, иглокожие).

## Половое размножение

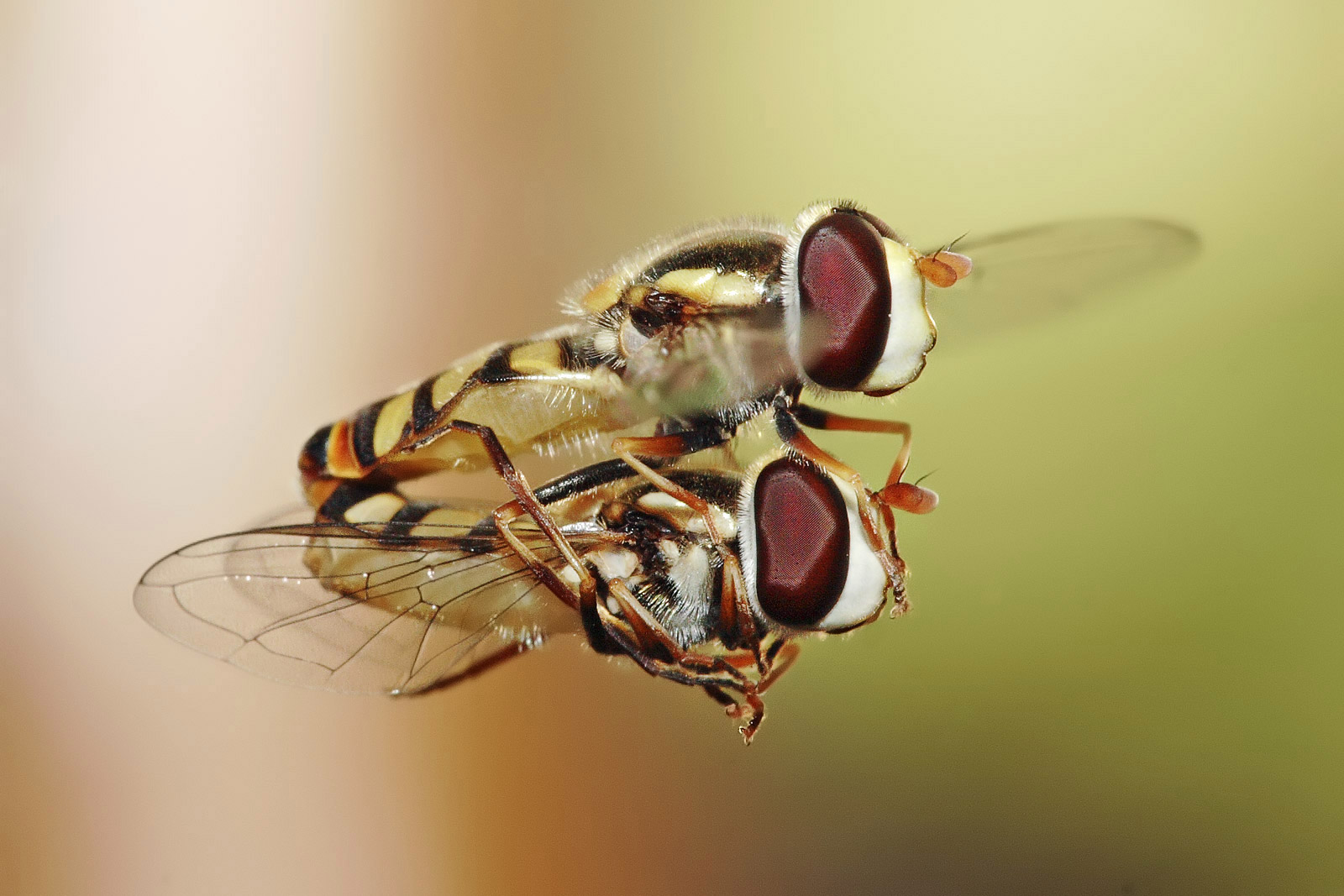

Половое размножение сопряжено с половым процессом (слиянием клеток), а также, в каноническом случае, с фактом существования двух взаимодополняющих половых категорий (организмов мужского пола и организмов женского пола).
При половом размножении происходит образование гамет, или половых клеток. Эти клетки обладают гаплоидным (одинарным) набором хромосом. Животным свойствен двойной набор хромосом в обычных (соматических) клетках, поэтому гаметообразование у животных происходит в процессе мейоза. У многих водорослей и всех высших растений гаметы развиваются в гаметофите, уже обладающим одинарным набором хромосом, и получаются простым митотическим делением.
По сходству-различию возникающих гамет между собой выделяют несколько типов гаметообразования:
- изогамия — гаметы одинакового размера и строения, со жгутиками.
- анизогамия — гаметы различного размера, но сходного строения, со жгутиками
- оогамия — гаметы различного размера и строения. Мелкие, имеющие жгутики мужские гаметы, называются сперматозоидами, а крупные, не имеющие жгутиков женские гаметы, — яйцеклетками.

При слиянии двух гамет (в случае оогамии обязательно слияние разнотипных гамет) образуется зигота, обладающая теперь диплоидным (двойным) набором хромосом. Из зиготы развивается дочерний организм, клетки которого содержат генетическую информацию от обеих родительских особей.

### Гермафродитизм
Животное, имеющее и мужские, и женские гонады, называется гермафродитом (от имени Гермафродита — мифического обоеполого существа). Гермафродитизм широко распространён среди низших животных и в меньшей степени у высших. Аналогичный признак у растений называется однодомностью (в отличие от двудомности) и сопряжён с общей эволюционной продвинутостью вида в меньшей степени, чем у животных.

### Облигатный химеризм
Муравьи вида Anoplolepis gracilipes имеют уникальный способ размножения впервые описанный 2023 году. Все самцы этих муравьёв являются химерами состоящими из клеток двух разных генетических линий.

### Партеногенез и апомиксис
Партеногенез — это особый вид полового размножения, при котором новый организм развивается из неоплодотворённой яйцеклетки, таким образом, обмена генетической информацией не происходит, как и при бесполом размножении. Аналогичный процесс у растений называется апомиксис.
Партеногенез, являющийся половым, но однополым видом размножения, возник в процессе эволюции у раздельнополых организмов. В тех случаях, когда какие-то виды представлены только самками (всегда или периодически), одно из главных биологически преимуществ партеногенеза заключается в ускорении темпа размножения вида. Однополые таксоны, размножающиеся партеногенетически, часто занимают периферию видовых ареалов, где гибридизация и конкуренция с бисексуальными популяциями не препятствует установлению и распространению однополых (женских) популяций. Партеногенез описан для тлей, дафний, ящериц, некоторых рыб и других животных. Партеногенез не встречается у млекопитающих, у которых партеногенетические зародыши погибают на ранних стадиях эмбриогенеза.
При партеногенезе яйцеклетка может быть гаплоидной и диплоидной. При развитии из гаплоидной яйцеклетки развивающиеся особи могут быть только мужскими, только женскими, или теми и другими, что зависит от механизма определения пола. Например, у пчёл, паразитических ос, червецов, клещей самцы появляются из неоплодотворённой гаплоидной яйцеклетки. Партеногенез может быть постоянным или циклическим. У дафний, тлей, коловраток партеногенетические поколения чередуются с половыми. У дафний в частности, самки диплоидны, а самцы гаплоидны. В благоприятных условиях у дафний не происходит мейоза, и яйцеклетки остаются диплоидными. Они развиваются без оплодотворения и дают начало только самкам. В неблагоприятных условиях существования самки начинают откладывать гаплоидные яйца, из которых выводятся самцы. В результате полового процесса образуются диплоидные зиготы, вновь дающие начало самкам.

### Прогенез
Прогенез — это гаметогенез на личиночной стадии. Он подразделяется на:
- неотения — временная задержка развития организма на личиночной стадии, с приобретением способности к половому размножению. Например, у некоторых видов амбистом,земноводных из семейства амбистомовых (Ambystomidae) отряда хвостатых (Caudata), образуется неотеническая личинка аксолотль из-за наследственно обусловленного недостатка гормона тиреоидина.
- педоморфоз -неотения с полной утратой способности к метаморфозу. Встречается у хвостатых земноводных из семейства протеи.
- педогенез — партеногенетическое размножение на личиночной стадии, часто оно происходит когда зародыш ещё находится в организме матери. Этот тип размножения характерен для некоторых членистоногих и паразитических плоских червей — трематод, использующих его для значительного увеличения числа потомков за короткий срок.

## Чередование поколений

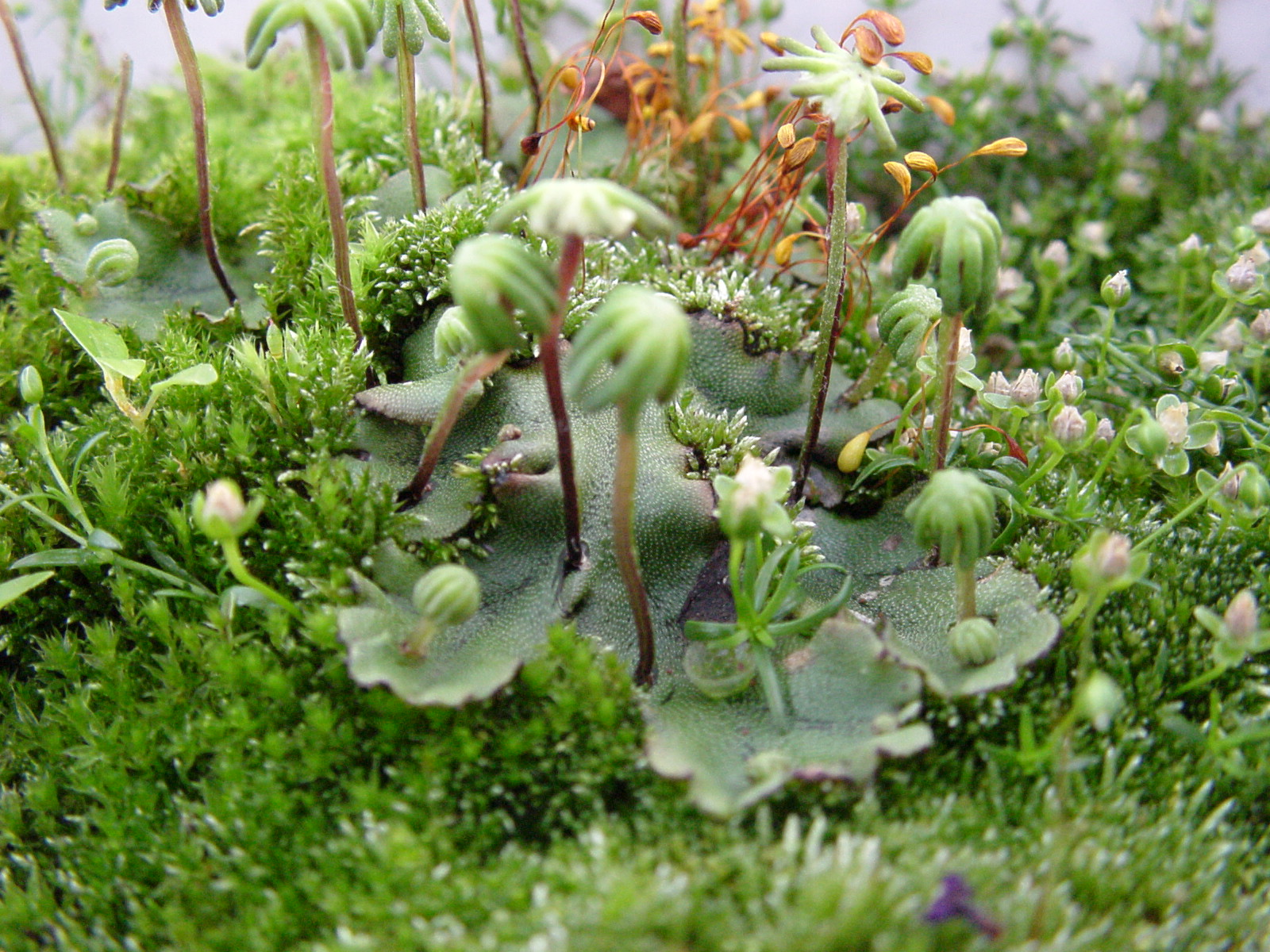
Зонтиковидные спорофиты на слоевищном гаметофите маршанции из отдела Печёночные мхи

У многих водорослей, у всех высших растений, у части простейших и кишечнополостных в жизненном цикле происходит чередование поколений, размножающихся соответственно половым и бесполым путём — метагенезис. У некоторых червей и насекомых наблюдается гетерогония — чередование разных половых поколений, например, чередование раздельнополых поколений с гермафродитными, или с размножающимися партеногенетически.

### Чередование поколений у растений
Гаметофит развивается из споры, имеет одинарный набор хромосом и имеет органы полового размножения — гаметангии. У разногаметных организмов мужские гаметангии, то есть производящие мужские гаметы, называются антеридиями, а женские — архегониями. Так как гаметофит, как и производимые им гаметы, имеет одинарный набор хромосом, то гаметы образуются простым митотическим делением.
При слиянии гамет образуется зигота, из которой развивается спорофит. Спорофит имеет двойной набор хромосом и несёт органы бесполого размножения — спорангии. У разноспоровых организмов из микроспор развиваются мужские гаметофиты, несущие исключительно антеридии, а из мегаспор — женские. Микроспоры развиваются в микроспорангиях, мегаспоры — в мегаспорангиях. При спорообразовании происходит мейотическая редукция генома, и в спорах восстанавливается одинарный набор хромосом, свойственный гаметофиту.

## Эволюция размножения
Эволюция размножения шла, как правило, в направлении от бесполых форм к половым, от изогамии к анизогамии, от участия всех клеток в размножении к разделению клеток на соматические и половые, от наружного оплодотворения к внутреннему с внутриутробным развитием и заботой о потомстве.
Темп размножения, численность потомства, частота смены поколений наряду с другими факторами определяют скорость приспособления вида к условиям среды. Например, высокие темпы размножения и частая смена поколений позволяют насекомым в короткий срок вырабатывать устойчивость к ядохимикатам. В эволюции позвоночных — от рыб до теплокровных — наблюдается тенденция к уменьшению численности потомства и увеличению его выживаемости.